# Angelo Rotta
Angelo Rotta (ur. 9 sierpnia 1872 w Mediolanie, zm. 1 lutego 1965 w Watykanie) – włoski duchowny katolicki, dyplomata watykański, arcybiskup.
Święcenia kapłańskie przyjął 10 lutego 1895, podjął następnie pracę w dyplomacji Stolicy Apostolskiej. Pius XI mianował go tytularnym arcybiskupem Thebae w październiku 1922 i powierzył misję internuncjusza w Ameryce Środkowej. Sakrę biskupią Rotta odebrał 1 listopada 1922 z rąk kardynała Pietro Gasparriego. Od 1925 pracował jako nuncjusz w krajach bałkańskich, w maju 1930 został nuncjuszem na Węgrzech.
W czasie II wojny światowej protestował przeciwko prześladowaniom osób narodowości żydowskiej, wykorzystując drogę dyplomatyczną. Za wydanie zgody na wystawienie kilku tysięcy paszportów dla Żydów został uhonorowany tytułem "Sprawiedliwy wśród narodów świata" przez Instytut Jad Waszem.
Odznaczony pośmiertnie Krzyżem Komandorskim z Gwiazdą Orderu Zasługi Rzeczypospolitej Polskiej (2010).